# Нейпелс (Мен)
Нейпелс (англ. Naples) — місто (англ. town) в США, в окрузі Камберленд штату Мен. Населення — 3925 осіб (2020).

## Демографія
Згідно з переписом 2010 року, у місті мешкали 3872 особи в 1579 домогосподарствах у складі 1094 родин. Було 3004 помешкання
Расовий склад населення:
| - 97,4 % — білих - 0,5 % — азіатів - 0,3 % — чорних або афроамериканців - 0,2 % — корінних американців |

До двох чи більше рас належало 1,4 %. Частка іспаномовних становила 0,7 % від усіх жителів.
За віковим діапазоном населення розподілялося таким чином: 22,2 % — особи молодші 18 років, 64,2 % — особи у віці 18—64 років, 13,6 % — особи у віці 65 років та старші. Медіана віку мешканця становила 42,9 року. На 100 осіб жіночої статі у місті припадало 105,1 чоловіків;  на 100 жінок у віці від 18 років та старших — 101,3 чоловіків також старших 18 років.
Середній дохід на одне домашнє господарство  становив 71 914 долари США (медіана — 62 083), а середній дохід на одну сім'ю — 79 371 долар (медіана — 83 361). Медіана доходів становила 50 917 доларів для чоловіків та 53 592 долари для жінок. За межею бідності перебувало 13,1 % осіб, у тому числі 21,3 % дітей у віці до 18 років та 19,4 % осіб у віці 65 років та старших.
Цивільне працевлаштоване населення становило 2133 особи. Основні галузі зайнятості: освіта, охорона здоров'я та соціальна допомога — 26,3 %, мистецтво, розваги та відпочинок — 13,9 %, будівництво — 11,2 %, науковці, спеціалісти, менеджери — 10,5 %.